# Lathicrossa leucocentra
Lathicrossa leucocentra är en fjärilsart som beskrevs av Edward Meyrick 1884. Lathicrossa leucocentra ingår i släktet Lathicrossa och familjen praktmalar, Oecophoridae. Inga underarter finns listade i Catalogue of Life.